# Etoxiquina

Etoxiquina

Etoxiquina é um antioxidante utilizado em rações produzidas para animais. Tem função de conservante.
Segurança e eficácia da etoxiquina (6-etoxi-1,2-di-hidro-2,2,4-trimetilquinolina) para todas as espécies animais
- Painel da EFSA sobre aditivos e produtos ou substâncias utilizadas na alimentação animal (FEEDAP)
- Primeiro publicado: 18 de novembro de 2015Histórico completo de publicação
- DOI: 10.2903 / j.efsa.2015.4272  Visualizar / guardar citações
- Citado por (CrossRef): 0 artigosVerifique atualizações
- Membros do painel Gabriele Aquilina Vasileios Bampidis Maria de Lourdes Bastos Georges Bories Andrew Chesson Pier Sandro Cocconcelli Gerhard Flachowsky Jürgen Gropp Boris Kolar Maryline Kouba Secundino López Puente Marta López Alonso Alberto Mantovani Baltasar Mayo Fernando Ramos, Guido Rychen, Maria Saarela, Roberto Edoardo Villa, Robert John Wallace e Pieter Wester.
- Correspondência: []
- Reconhecimento: o Painel deseja agradecer aos membros do Grupo de Trabalho sobre Aditivos Tecnológicos, incluindo Mikolaj Gralak, Anne-Katrine Lundebye, Carlo Nebbia e Derek Renshaw pelo apoio prestado a essa produção científica.
- Data de adoção: 21 de outubro de 2015
- Data de publicação: 18 de novembro de 2015
- Número da pergunta: EFSA-Q-2010-01224

## Um resumo
O etoxiqui aditivo contém ≥ 91% de etoxiquina, ≤ 8% de polímeros de etoxiquin e ≤ 3% de p-fenetidina. É destinado a ser utilizado em todas as espécies de animais como um antioxidante com um teor máximo de 50 mg / kg de alimento completo. O etoxiquina é rapidamente absorvido após administração oral. A oxidação de etoxiquinas em materiais para alimentação animal e em animais leva a quatro compostos principais: 2,4-dimetil-6-etoxiquinolina, etoxiquina-N-óxido, etoxiquin quinone imina e dímero de etoxiquina (detectados apenas na farinha de peixe e no salmão). A etoxiquina em si não é genotóxica ou cancerígena e não causa toxicidade no desenvolvimento. O NOAEL mais baixo (com base em estudos em ratos e cães) é de 2 mg / kg de peso corporal por dia. O perfil genotóxico do dímero reflete o de etoxiquina. A etoxiquin quinone imina apresenta alertas estruturais para a mutagenicidade, Carcinogenicidade e ligação de DNA; Não é possível concluir a ausência de genotoxicidade da etoxiquín quinona imina. P- Phentidina é um mutagênico reconhecido. As concentrações de 50 mg de etoxiquina / kg e 11 mg de etoxiquina / kg de alimento completo podem ser consideradas potencialmente seguras para galinhas e criadores e para cães, respectivamente. Não é possível concluir sobre potenciais níveis seguros para outras aves, porcos, ruminantes, peixes e gatos. No geral, quando se considera a presença de p- fenetidina no aditivo, nenhuma conclusão em qualquer nível seguro do aditivo para animais alvo pode ser desenhada. Uma avaliação da segurança para o consumidor é impedida pela falta de dados de exposição, a ausência de um nível seguro de exposição e a presença de p- fenetidina em etoxiquina. A névoa respirável do etoxiquinhão é de baixa toxicidade. O etoxiquina não é um irritante dérmico, mas é considerado um potencial irritante para os olhos e outras mucosas e um sensibilizador da pele. Nenhuma conclusão sobre a segurança para o meio ambiente pode ser feita. O etoxiquina é um potente antioxidante; No entanto, nenhum dado confirma sua eficácia no nível de uso proposto.
Fonte: http://onlinelibrary.wiley.com/doi/10.2903/j.efsa.2015.4272/full